# Christer Nilsson (ekolog)
Christer Nilsson, född 1951, är professor emeritus i landskapsekologi vid institutionen för ekologi, miljö och geovetenskap vid Umeå universitet och senior rådgivare vid institutionen för vilt, fisk och miljö vid Sveriges lantbruksuniversitet, Umeå. Nilsson är internationellt känd för sitt arbete med vattendrag och strandområden och har haft ett betydande internationellt samarbete. Hans forskning behandlar organismspridning och dess betydelse för den biologiska mångfalden, ekologiska effekter av flödesreglering och klimatförändringar samt restaureringsekologi. Nilsson har en omfattande vetenskaplig publicering och har varit inbjuden föreläsare i många olika sammanhang både nationellt och internationellt. Nilsson arbetar sedan många år som biträdande redaktör för flera internationella vetenskapliga tidskrifter, bland andra. BioScience, Ecological Applications, Ecosystems, Ecology & Society (till 2020) och Journal of Ecology.

## Biografi
Nilsson föddes 1951 i Västerbotten och växte upp vid de mellersta delarna av Sävarån. Han läste kemi och biologi vid Umeå universitet och Uppsala universitet och disputerade i botanik vid Umeå universitet 1981 där han också etablerade sin forskning. År 1998 erhöll han en professur i landskapsekologi som först delades mellan Mitthögskolan (sedermera Mittuniversitetet) och Umeå universitet och som mellan 2004 och 2018 var lokaliserad i sin helhet till Umeå universitet. 

## Nuvarande verksamhet
Under de senaste 20 åren har Nilsson alltmer kommit att samverka med det omgivande samhället. Han har tillsammans med praktiker arbetat med restaurering av vattendrag som använts för flottning, han tjänstgör som särskild ledamot i mark- och miljödomstolen vid Umeå och Östersunds tingsrätter och sitter i styrelsen för Stiftelsen Naturvård vid Nedre Umeälven. Han har tidigare arbetat som teknisk expert åt SWEDAC vid ackreditering av företag som gör naturvärdesinventeringar samt varit styrelseledamot i Biosfärområde Vindelälven-Juhttátahkka. Han är medlem i Sveriges Författarförbund sedan år 2024.